# Mecanismo de defesa

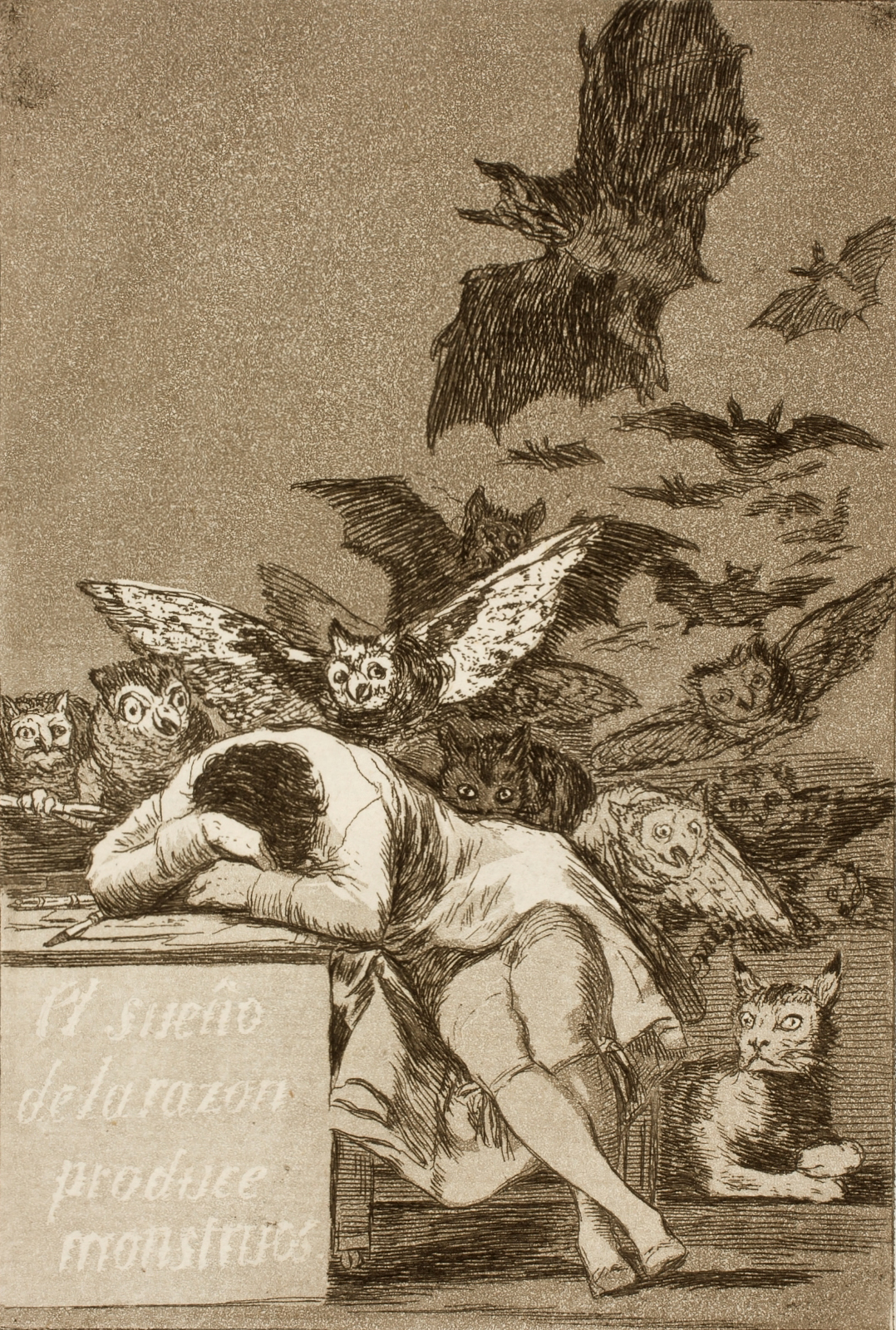
Goya, Los Caprichos.

Mecanismo de defesa ou ajustamento designa em psicologia, em geral, e na teoria psicanalítica, em particular, as ações psicológicas que têm por finalidade reduzir qualquer manifestação que pode colocar em perigo a integridade do ego, onde o indivíduo não consiga lidar com situações que por algum motivo considere ameaçadoras. São processos subconscientes ou mesmo inconscientes que permitem à mente encontrar uma solução para conflitos não resolvidos no nível da consciência. As bases dos mecanismos de defesa são as angústias. Quanto mais angustiados estivermos, mais fortes os mecanismos de defesa ficam ativados.
Um conflito cria em nós certa angústia. Essa angústia é o que nos motiva a resolver esse problema. Porém nem sempre o indivíduo é capaz de resolver um problema de forma imediata e direta, pois nossos problemas pessoais não podem ser resolvidos através somente da razão. Isso se dá pelo fato de que os problemas pessoais têm um certo envolvimento emocional que diminui nossa objetividade, e consequentemente somos levados a resolvê-los de forma indireta e tortuosamente, buscando um ajustamento, a fim de adaptar-nos às exigências que nos são impostas pela sociedade em que vivemos. Tais processos adaptativos são o que chamamos de mecanismos de defesa. Os mecanismos mais comuns são o recalque (ou repressão), a regressão, a projeção, a formação reativa e a sublimação.

## Recalque
O recalque, ou repressão, é o processo automático que mantém fora da consciência, impulsos, ideias ou sentimentos inaceitáveis, os quais não podem se tornar conscientes através da evocação voluntária. O recalque é um dos mais importantes mecanismos de defesa do ego e é utilizado desde os primeiros anos de vida para protegê-lo da angústia originada dos conflitos psíquicos. É um mecanismo de defesa básico e precede a maioria dos outros, os quais, em geral, funcionam como reforços ou adjuntos, quando o recalque é incompleto. Certos traumas e conflitos não resolvidos são recalcados e, se não forem resolvidos, podem se tornar neuroses.
No Brasil, a tradução do termo alemão Verdrängung mais utilizada no meio psicanalítico é recalque, provavelmente pela influência francesa que a psicanálise brasileira sofre (na tradução de Laplanche das Obras de Freud, o termo utilizado é refoulement - "recalcamento"). No entanto, na tradução brasileira das Obras Completas, como também nas traduções inglesa e espanhola, o termo ainda utilizado é "repressão".
Verdrängung é considerado o primeiro mecanismo de defesa investigado por Freud e serve como modelo para a construção de outros mecanismos de defesa mais complexos. Na fase inicial de suas investigações, trabalhando com a neurose histérica, Freud estava preocupado em entender os mecanismos que poderiam explicar os esquecimentos. Freud atribuía a autoria desse conceito a ele próprio, mas em 1914, quando publicou A história do movimento psicanalítico, reconheceu que a ideia já havia sido pensada pelo filósofo Arthur Schopenhauer, na obra apresentada a Freud por Otto Rank, O mundo como vontade e como representação.

## Regressão
É o retorno do indivíduo a níveis anteriores do desenvolvimento sempre que depara com uma frustração. É uma sucessão genética e designa o retorno do sujeito a etapas ultrapassadas do seu desenvolvimento. Por exemplo, o choro das pessoas em certas situações pode ser uma regressão à infância, que pode ter tido uma situação em que o choro "resolveu" o "problema", então a pessoa inconscientemente usa aquele mesmo "método" para "resolver" a nova situação.
Usamos a regressão para fantasiar, com o objetivo de criar uma válvula de escape. Defendermo-nos de ameaças e angústias é muito eficiente, pois dissipa a angústia e nos torna capazes de enfrentar novamente o problema. Entretanto, de forma constante, nos afasta da realidade, nos fornece falsos e efêmeros sentimentos de triunfo e o despertar para a realidade (através das constantes pressões do mundo objetivo) pode ser extremamente doloroso.
A regressão geralmente é assemelhada a um ato infantil, mas é mais comum do que as pessoas imaginam, a regressão pode ser desde assistir a um filme até o ato estereótipo da regressão, que seria agir como uma criança e fantasiar seu próprio mundo. Fumar e usar outros tipos de objetos orais que nos proporcionam prazer momentâneo é uma regressão também porque nos remete à satisfação do bebê com a boca e o ato de sugar o leite.
A concepção freudiana a respeito do desenvolvimento da sexualidade inclui a ideia de uma predisposição evolutiva pela qual passa a libido, seguindo uma sequência de fases – oral, anal, fálica – para, após um período de latência, chegar numa organização genital da sexualidade adulta. Ou seja, para Freud a sexualidade está presente desde o nascimento e evolui conforme a criança vai crescendo de modo que, ao final do processo, espera-se que ela se organize sob a primazia da zona erógena genital e esteja a serviço da reprodução. No caso específico da evolução da libido, isso significa que nem todas as fases pelas quais passa o seu desenvolvimento são necessariamente superadas ou completamente ultrapassadas. Com relação aos riscos próprios do caminho evolutivo da libido, Freud sinaliza duas possibilidades. Uma delas seria a de parte da libido ficar estancada nas fases iniciais, pré-genitais, fenômeno ao qual o autor chamou de fixação do instinto. O outro risco apontado se refere à possibilidade de parte da libido que havia evoluído para um estágio posterior retornar para uma fase anterior do desenvolvimento: fenômeno denominado "regressão".

## Projeção
Projeção é o processo mental pelo qual as características que estão ligadas ao eu são gradativamente afastadas deste em direção a outros objetos e pessoas. Essas projeções tendem a deslocar-se em direção a objetos e pessoas cujas qualidades e características são mais adequadas para encaixar o material deslocado.
Muitas vezes nos defendemos da angústia gerada por fracasso, culpa ou nossos defeitos projetando a responsabilidade por esse fato em alguém ou em algo.
Temos como exemplos:
- um jogador de tênis que, ao perder uma partida, justifica sua perda botando a culpa na qualidade da raquete (aqui se assemelha ao deslocamento);
- o fato de tratarmos uma pessoa com hostilidade, justificando a nós mesmos que ela é uma pessoa hostil, mas na verdade o único agente cometendo hostilidade somos nós, a outra pessoa está agindo normalmente;
- o marido feio que exige que sua mulher seja bela, mas na verdade ele pode estar projetando o desejo de ser belo na mulher, já que foi incapaz de cumprí-lo.

## Formação reativa
Quando a repressão de fortes impulsos é acompanhada por uma tendência contrária, sob a forma de comportamentos e sentimentos exatamente opostos às tendências reprimidas, tal tendência é o que chamamos de formação reativa. Uma mãe que se preocupa exageradamente com o filho pode ser reflexo de uma verdadeira hostilidade a ele. Uma pessoa demasiadamente valente pode ser reflexo de um medo do oculto. Porém, vale salientar que existem outros fatores que levam a mãe a preocupar-se com o filho e um homem a ser valente, sem ser obrigatoriamente um exemplo de formação de reação.
Esse mecanismo de defesa mantém o impulso indesejado longe do consciente, superenfatizando o impulso oposto. 
Muitas atitudes neuróticas são tentativas evidentes de negar ou reprimir alguns impulsos ou de defender a pessoa contra um perigo instintivo. São atitudes tolhidas, rígidas, que obstam a expressão de impulsos contrários, os quais, no entanto, de vez em quando, irrompem por diversos modos.
Nas peculiaridades dessa ordem, a psicanálise, psicologia “desmascaradora” que é, consegue provar que a atitude oposta original ainda está presente no inconsciente. Chamam-se formações reativas essas atitudes opostas secundárias. As formações reativas representam mecanismo de defesa separado e independente ou podem constituir consequência e reafirmação de uma repressão estabelecida.
Quando menores, contudo, significam certo tipo de repressão que é possível distinguir de outras repressões. Digamos: é um tipo de repressão em que a contracatexia é manifesta e que, portanto, tem êxito no evitar atos muito repetidos de repressão secundária. As formações reativas evitam repressões secundárias pela promoção de modificação definitiva, “de uma vez por todas”, da personalidade. O indivíduo que haja constituíndo formações reativas não desenvolve certos mecanismos de defesa de que se sirva ante a ameaça de perigo instintivo: ele modificou a estrutura da sua personalidade, como se esse perigo estivesse sem cessar presente, de maneira que ele esteja pronto sempre que ocorra.

## Sublimação
Próxima ao isolamento, a sublimação consiste na busca de modos socialmente aceitáveis de satisfazer, ao menos parcialmente, as pulsões do id. Caracteriza-se por apresentar uma inibição do objeto e sua dessexualização. É responsável pela civilização, já que é resultante de pulsões subjacentes que encontram vias aceitáveis para o que é reprimido. Dessa forma, é o único mecanismo que nunca é patológico.
Exemplo:
- um indivíduo que obtém prazer em cortar tecidos humanos pode se tornar cirurgião, para satisfazer seus impulsos tornando este ato (cortar tecidos sem excitação) aceitável socialmente.

## Racionalização
Existe em nós uma luta constante para dar sentido ao nosso próprio mundo de experiências, uma procura de explicações para nossos fenômenos internos, nossos comportamentos e sentimentos. Para satisfazer essa busca, evitando a angústia e mantendo o autorrespeito, criamos “explicações” altamente racionais para fatores emocionais e motivacionais, para justificar nosso eu (ego); buscamos “boas razões”, ainda que falsas, para nossas atitudes e fracassos.
Tal acomodação ao conflito é o que chamamos de racionalização.
São exemplos de racionalização:
- um rapaz que viaja de graça em um ônibus e busca várias justificativas para seu ato como “a passagem é muito cara”, “a empresa já tem muito dinheiro”, “eu pago passagem todo dia, um dia a menos não vai fazer diferença”, “o ônibus está lotado, não vou passar pela borboleta, vou ficar aqui mesmo”;
- um aluno que, não conseguindo responder a uma questão, diz “isso não é interessante de saber mesmo”, “não respondi porque não tive tempo de estudar, pois lá em casa fazem muito barulho”;
- alguém que não consegue algo que deseja e logo se justifica dizendo que, na verdade, não queria aquilo;
- um rapaz que foi dispensado por uma garota, da qual estava a fim, logo diz “ela nem era tão boa assim, era até feia, não sei como fui gostar dela”.

A racionalização sobre algum fato não é apenas uma simples “explicação”, ela envolve um conjunto complexo de “explicações”, evitando assim ataques, ou seja, se uma for destruída haverá outra para substituí-la. O que difere a racionalização da dissimulação é o fato de que tais “explicações” não são simples mentiras, geralmente não estamos em boas condições e nem temos a intenção de enganar, simplesmente não estamos conscientes das deformações em nosso pensamento. Ela também pode ser confundida com a razão, apesar de não existir uma linha muito clara que diferencie as duas, e de que a razão também pode ser influenciada por fatores emocionais e motivacionais, pois na racionalização há uma nítida preocupação em justificar a si mesmo; consequentemente tomamos uma atitude agressiva contra os contestadores de tais “explicações”, uma vez que são as defesas de nosso ego.

## Isolamento
É o mecanismo de defesa que envolve uma “separação de sistemas” para que os sentimentos perturbadores possam ser isolados, de tal forma que a pessoa se torna completamente insensível em relação ao acontecimento sublimado e passe a comentá-lo como se tivesse acontecido com terceiros. Nosso pensamento parece capaz, em certas circunstâncias, de manter, lado a lado, dois conceitos logicamente incompatíveis, sem tomarmos consciência de suas gritantes divergências, o que também chamamos de “comportamentos lógicos de estanques”.
É um processo de isolar uma, dentre as várias partes do conteúdo mental, de tal forma que as interações normais que ocorreriam entre elas se reduzam e assim os conflitos sejam evitados.
São exemplos de isolamento:
- um ladrão que rouba e não experimenta os sentimentos de culpa que estão ligados a esse ato;
- um filho que, após a morte de sua mãe, fala com uma frequente e enorme naturalidade sobre a morte dela.

## Identificação
O indivíduo pode diminuir ou evitar a angústia identificando-se com outras pessoas ou grupos, de forma a se proteger. Por exemplo, uma pessoa que sofreu um recente fracasso pode identificar-se com o triunfo de outras, como se aquele triunfo também fosse dela. Também, ameaças externas ao eu podem ser reduzidas quando a pessoa passa a ver essas ameaças voltadas para um grupo mais amplo ao qual se identifica e não apenas a ela. Por isso, temos a tendência de fazer algo que consideramos perigoso quando estamos em grupo, assim o sentimento de culpa e angústia ligados a tal ação se dilui no grupo inteiro.
A maior parte das identificações ocorre no mundo da fantasia, temos como exemplo: a criança que se identifica com seu herói favorito; a moça que se identifica com a “mocinha” da novela, etc. Algumas ocorrem, ainda, em grupos antissociais, como grupos neonazistas, por exemplo: essas, a longo prazo, podem trazer dificuldades ainda mais sérias de ajustamento.
De forma branda, a identificação pode ajudar a pessoa a torna-se mais confiante e ajudar em seus ajustamentos. Porém, em excesso, causa dependência e impede o indivíduo de enfrentar seu problema. Um caso excepcional de identificação defensiva é a identificação com o agressor: nesse tipo de identificação, o indivíduo procura se identificar com pessoas ou grupos que o ameaçam, ele é transformado de agredido para agressor. Isso explica a síndrome de Estocolmo.

## Negação
A negação talvez possa ser considerada o mecanismo de defesa mais ineficaz, pois se baseia em simplesmente negar os fatos acontecidos à base de mentiras que acabam se confundindo e na maioria das vezes contrariando uma à outra. Um bom exemplo de negação é um garoto que, ao ser acusado de roubo (e realmente é culpado), diz: "não foi bem assim que aconteceu, e não acontece sempre. Nunca aconteceu e não vai acontecer mais."

## Outros mecanismos de defesa
Com o passar do tempo, outros mecanismos de defesa foram apresentados, sendo, em parte, variações dos mecanismos acima apresentados:
- Introjeção: mecanismo de defesa que consiste na adoção de regras e comportamentos que podem nos livrar de uma situação ameaçadora ou perigosa. Ela se inicia na infância, quando começamos a aceitar como nossas, regras e valores sociais, não porque acreditávamos que isto fosse o correto a fazer, já que ainda não tínhamos uma opinião formada sobre a vida, mas porque isto nos foi imposto, tanto pela nossa família quanto pelo que éramos capazes de perceber no comportamento dos que nos rodeavam e sabíamos que, “se não dançássemos conforme a música”, seríamos punidos ou marginalizados. Temos como exemplo o ditado popular: “se não pode vencê-los, junte-se a eles”.[9]

- Intelectualização: "Eu sei, eu já li tudo isso! Não é bem assim, tem muita discussão nova!". É quando se lida de modo intelectual com o problema, afastando os afetos; assemelha-se ao isolamento e à racionalização.

- Anulação: ações, rituais mágicos que contestam ou desfazem um dano que o indivíduo imagina que pode ser causado por seus desejos. Exemplo: fazer o sinal da cruz para afastar um pensamento pecaminoso.

- Deslocamento: consiste em transferir as características ou atributos de um determinado objeto para outro objeto. Exemplo: receber uma bronca do chefe e, assim que chegar em casa, chutar o cachorro como se ele fosse o responsável pela frustração.

- Idealização: consiste em atribuir a outro indivíduo qualidades de perfeição, vendo o outro de modo ideal. É o que fazem os adolescentes com seus ídolos, a quem consideram perfeitos.

- Conversão: consiste em uma transposição de um conflito psíquico e uma tentativa de resolução desse conflito por meio de expressões somáticas como dores de cabeça. Passa-se o problema da mente para o corpo.

- Substituição: o inconsciente oferece à consciência um substituto aceitável para ela e por meio do qual ela pode satisfazer o id ou o superego. É a satisfação imaginária do desejo. Processo pelo qual um objeto valorizado emocionalmente, mas que não pode ser possuído, é inconscientemente substituído por outro, que geralmente se assemelha ao proibido. É uma forma de deslocamento. Um exemplo é o bebê chupar o dedo ou a chupeta para sentir o prazer como se estivesse no seio da mãe.

- Fantasia: é um processo psíquico em que o indivíduo concebe uma situação em sua mente, que satisfaz uma necessidade ou desejo, que não pode ser, na vida real, satisfeito. Exemplo: Um homossexual que precisa manter o casamento e que, quando procurado pela esposa para o sexo, fantasia que está tendo relações homossexuais e não heterossexuais durante o ato. Fantasiar pode ajudar em certos conflitos psicológicos, mas não "resolve" o conflito. Certas pessoas podem passar a vida inteira fantasiando, mas, quando caem na realidade, o conflito retorna.

- Compensação: é o processo psíquico em que o indivíduo se compensa por alguma deficiência, pela imagem que tem de si próprio, por meio de um outro aspecto que o caracterize, que ele, então, passa a considerar como um trunfo. Exemplo: um aluno ruim nos esportes se consola por ser bom em matemática.

- Expiação: é o processo psíquico em que o indivíduo quer pagar pelo seu erro imediatamente. Sendo que imediatamente quer dizer que a pessoa, incapaz de lidar com o sentimento de culpa, precisa "expiar" ou projetar em alguém já pré-determinado essa angústia. Para isso existem os tais "bodes expiatórios" sempre prontos para levar a culpa.

- Clivagem: é a separação dos aspectos bons e maus do outro. Exemplo: identificação com o agressor, negando o aspecto violento, como uma sequestrada que se identifica com seu sequestrador.

- Resistência: é o processo de resistência ao trabalho terapêutico, no qual o paciente tenta manter no inconsciente os acontecimentos esquecidos.

- Sentido de humor: posição ou uma atitude em relação ao sofrimento. Freud enfatiza o caráter do humor como uma atitude subjetiva, uma "operação elevada" que não depende de propósitos conscientes, mas de uma necessidade inconsciente, tanto de quem o gera quanto de quem o recebe. O senso de humor facilita a conexão com o inconsciente, e a conexão com o inconsciente facilita o senso de humor.[10]

## Considerações
Outros pontos que devemos levar em conta sobre os mecanismos de defesa são:
- Os diferentes mecanismos de defesa apresentam-se em todos os indivíduos, e só se tornam anormais quando aparecem de maneira excessiva.
- Não são escolhidos e empregados conscientemente pelo indivíduo.
- O mecanismo que vai atuar em um dado momento depende da natureza da situação específica e das características da pessoa.
- As mesmas situações podem ter mecanismos de defesa diferentes em pessoas diferentes.
- Os mecanismos que se mostraram mais eficazes na resolução de conflitos anteriores tendem a serem usados para resolverem novos conflitos.
- Seu uso prolongado e excessivo pode ter consequências graves no ajustamento efetivo à vida. Nesse sentido, alguns são piores que outros, como a fuga, que impede a pessoa de ser capaz de enfrentar seus problemas; e a repressão, que cega para a natureza dos mesmos.
- Os mecanismos de defesa podem ser frustrados: a racionalização pode ser desmentida; a identificação, negada; a fuga, evitada; a repressão, revelada, etc. Tornando, assim, o conflito ainda mais intensificado.
- Quando tais mecanismos falham, podem ocorrer transformações ainda mais violentas no comportamento; tais transformações apresentam-se sob a forma de perturbações psicológicas severas, sendo um efeito da psicose.